# Verlag Dr. Friedrich Pfeil
Der Verlag Dr. Friedrich Pfeil, kurz Pfeil Verlag, ist ein Wissenschaftsverlag mit Sitz in Günding. Er wurde 1982 von Friedrich Pfeil gegründet und gehört zu den wichtigen Verlagen für paläontologische und geologische Fachliteratur in deutscher und englischer Sprache.

## Geschichte
Der Verlag wurde 1982 als Verlag Pfeil von Friedrich Pfeil gegründet, nachdem dieser sein Studium der Biologie, Chemie und Paläontologie abgeschlossen hatte. Die erste Publikation des Verlages war Pfeils Dissertation, die 1983 in der ersten Publikationsreihe Palaeo Ichthyologica erschien. Die Titelzeichnung des Buches bildet bis heute das Logo des Pfeil Verlags. Ab 1992 hatte Hubert Hilpert die Funktion des Lektors und Designers für den Verlag inne, bis diese 2021 von Maximilian Scheungrab übernommen wurde. 2002 übernahm Pfeils Sohn Markus die Abteilungen Werbung und Vertrieb.
Der Verlagssitz wurde 2024 nach 42 Jahren im Stadtbereich München nach Günding (Bergkirchen) bei Dachau verlegt.

## Programm
Der Schwerpunkt des Pfeil Verlags liegt auf paläontologischen und geologischen Publikationen, er veröffentlicht aber auch Werke aus anderen Geo- und Biowissenschaften, der Archäologie oder der Philosophie. Daneben hat der Verlag auch einige Romane und volkskundliche Bücher im Programm. Die beiden wichtigsten fachwissenschaftlichen Programmreihen sind die Palaeo Ichyologica, die seit 1983 erscheint, sowie die seit 1984 erscheinenden Münchner Geowissenschaftlichen Abhandlungen. Der Pfeil Verlag gibt mehrere Fachzeitschriften heraus, darunter die seit 1990 erscheinende Ichthyological exploration of Freshwaters. Im Pfeil Verlag sind daneben auch eine Reihe von Handbüchern erschienen, unter anderem das Lehrbuch der Paläozoologie, der Atlas of Comparative Invertebrate Embryology, The Miocene Mammals of Europe sowie das Handbook of Paleoichthyology und das Handbook of Paleoherpetology.
Neben seinem fachwissenschaftlichen Angebot gibt der Pfeil Verlag auch zahlreiche populärwissenschaftliche Publikationen heraus. Dabei ist insbesondere die Reihe Wanderungen durch die Erdgeschichte von Bedeutung, die in 35 Bänden verschiedene Regionen Deutschlands, Österreichs und Spaniens aus geologischer Sicht vorstellt.

## Belege
1. ↑  Friedrich Heinrich Pfeil: Zahnmorphologische Untersuchungen an rezenten und fossilen Haien der Ordnungen Chlamydoselachiformes und Echinorhiniformes. In: Palaeo Ichthyologica. Pfeil, München 1983, ISBN 978-3-923871-00-1.
2. 1 2 3  Verlag – Pfeil Verlag, www.pfeil-verlag.de. Abgerufen am 3. März 2018.